# Czębira
Czębira – staropolskie imię żeńskie, niepewne. Być może powinno było brzmieć Częstobira, albo człon Czę- miał znaczenie "zacząć, rozpocząć", natomiast człon drugi pochodzi od prasłowiańskiego *birati, *bьrati – "ujmować, chwytać, zabierać".  